# Эркмен, Хайреттин
Хайретти́н Эркме́н (тур. Hayrettin Erkmen; род. 1915 — 18 мая 1999) — турецкий государственный деятель и дипломат.

## Биография
Окончил факультет политических наук Анкарского университета и получил докторскую степень на факультете экономики Женевского университета, работал ассистентом факультета экономики Стамбульского университета, в Высшей школе экономики и управления, в министерстве финансов, членом совета директоров Центрального банка,.
С 1950 по 1960 избирался депутатом Великого национального собрания (парламента) по спискам Демократической партии.
8 апреля 1953 — 30 ноября 1955 и 25 ноября 1957 — 4 сентября 1958 — министр труда.
После военного переворота 27 мая 1960 приговорён к 10 годам заключения, выпущен по амнистии в 1964. После запрещения Демократической партии вступил в Партию справедливости.
С 1975 и с 1980 сенатор Республиканского сената.
12 ноября 1979 — 5 сентября 1980 — министр иностранных дел в правительстве меньшинства во главе с Сулейманом Демирелем.
После воссоздания в 1992 Демократической партии вернулся в неё, с 1994 — председатель партии.